# Jalifa bin Zayed Al Nahayan
El jeque Jalifa bin Zayed bin Sultan Al Nahayan (en árabe: خليفة بن زايد بن سلطان آل نهيان, Abu Dabi, 25 de enero de 1948-Abu Dabi, 13 de mayo de 2022) fue un presidente de los Emiratos Árabes Unidos (EAU). Accedió al puesto el 3 de noviembre de 2004, reemplazando a su padre Zayed bin Sultán Al Nahayan, quien había muerto el día anterior.
Había estado ejerciendo como presidente de hecho desde que su padre enfermó. También ostentó el cargo de emir y gobernante de Abu Dabi. 
Fue considerado unos de los hombres más ricos del mundo según la revista Forbes; su fortuna ascendía a 18 000 millones de dólares, ubicándose en el tercer puesto en el listado de los gobernantes más ricos del mundo, confeccionado por la mencionada revista. Asimismo, fue conocido por sus intereses regionales en los deportes, principalmente caballos y las carreras de camellos. Un edificio de la facultad de teología en Lampeter lleva su nombre, debido a que fue su benefactor. Fue considerado un prooccidental favorable a la modernización. A principios de su mandato, en abril de 2005, autorizó un incremento de entre el 15 y el 25 % en el sueldo de los empleados del Estado.

## Biografía

### 1966-1971
Hijo mayor del Sheikh Zayed, Jalifa fue designado como Representante del Gobernante en la Región Oriental de Abu Dhabi (el alcalde) y como Jefe del Departamento de Tribunales en Al Ain en 1966, como su padre Zayed bin Sultan Al Nahyan vino a ser el nuevo gobernante de Abu Dhabi. Zayed era el representante del Gobernante en la Región Oriental. Pocos meses después, el puesto fue entregado a Tahnoun bin Mohammed Al Nahyan.
El 1 de febrero de 1969, Sheikh Khalifa fue nominado como Príncipe Heredero de Abu Dhabi, y al día siguiente fue nombrado Jefe del Departamento de Defensa de Abu Dhabi, cargo en el que supervisó la construcción de la Fuerza de Defensa de Abu Dhabi, ADDF, que más tarde se convirtió en el núcleo de las Fuerzas Armadas de los EAU.

## Títulos y tratamientos
Esta tabla aún no está actualizada. Puedes contribuir aportando información sobre títulos y tratamientos de esta persona.

## Distinciones honoríficas
- Soberano Gran Maestre de la Orden de la Unión (Emiratos Árabes Unidos).
- Soberano Gran Maestre de la Orden de la Independencia (Emiratos Árabes Unidos).
- Soberano Gran Maestre de la Orden de Zayed (Emiratos Árabes Unidos).
- Soberano Gran Maestre de la Orden de Al Nahayan (Emirato de Abu Dabi).
- Caballero gran cruz de la Real Orden de Isabel la Católica (Reino de España, 04/12/1981).[6]
- Orden de Saparmyrat Turkmenbashi el Grande (República de Turkmenistán, 27/02/2008).[7]
- Caballero del collar de la Orden del Mérito Civil (Reino de España, 23/05/2008).[8]
- Caballero de la Orden del Águila Dorada (República de Kazajistán, 20/02/2009).
- Caballero gran cruz de honor de la Honorabilísima Orden del Baño (Reino Unido de Gran Bretaña e Irlanda del Norte, 25/11/2010).[9]
- Caballero Gran Cruz de la Orden del León Neerlandés (08/01/2012).[10]
- Caballero de la Orden de Mugunghwa (República de Corea, 21/11/2012).[11]
- Caballero gran collar de la Orden Nacional de la Cruz del Sur (República Federativa de Brasil, 12/11/2021).[12]

## Ancestros
|  |                                                |  |  |  |  |  |  |  |  |  |  |  |  |  |  |  |
|  | 16. Jeque Jalifa bin Shakbut Al Nahayan (= 12) |  |  |  |  |  |  |  |  |  |  |  |  |  |  |  |
|  |                                                |  |  |  |  |  |  |  |  |  |  |  |  |  |  |  |
|  |                                                |  |  |  |  |  |  |  |  |  |  |  |  |  |  |  |
|  | 8. Jeque Zayed bin Khalifa Al Nahayan          |  |  |  |  |  |  |  |  |  |  |  |  |  |  |  |
|  |                                                |  |  |  |  |  |  |  |  |  |  |  |  |  |  |  |
|  |                                                |  |  |  |  |  |  |  |  |  |  |  |  |  |  |  |
|  | 4. Jeque Sultan bin Zayed Al Nahayan           |  |  |  |  |  |  |  |  |  |  |  |  |  |  |  |
|  |                                                |  |  |  |  |  |  |  |  |  |  |  |  |  |  |  |
|  |                                                |  |  |  |  |  |  |  |  |  |  |  |  |  |  |  |
|  | 2. Jeque Zayed bin Sultan Al Nahayan           |  |  |  |  |  |  |  |  |  |  |  |  |  |  |  |
|  |                                                |  |  |  |  |  |  |  |  |  |  |  |  |  |  |  |
|  |                                                |  |  |  |  |  |  |  |  |  |  |  |  |  |  |  |
|  | 20. Jeque Suhail bin Maktum Al Maktum          |  |  |  |  |  |  |  |  |  |  |  |  |  |  |  |
|  |                                                |  |  |  |  |  |  |  |  |  |  |  |  |  |  |  |
|  |                                                |  |  |  |  |  |  |  |  |  |  |  |  |  |  |  |
|  | 10. Jeque Bhuti bin Suhail Al Maktum           |  |  |  |  |  |  |  |  |  |  |  |  |  |  |  |
|  |                                                |  |  |  |  |  |  |  |  |  |  |  |  |  |  |  |
|  |                                                |  |  |  |  |  |  |  |  |  |  |  |  |  |  |  |
|  | 5. Jequesa Salma bint Bhuti Al Maktum          |  |  |  |  |  |  |  |  |  |  |  |  |  |  |  |
|  |                                                |  |  |  |  |  |  |  |  |  |  |  |  |  |  |  |
|  |                                                |  |  |  |  |  |  |  |  |  |  |  |  |  |  |  |
|  | 1. Jeque Jalifa bin Zayed Al Nahayan           |  |  |  |  |  |  |  |  |  |  |  |  |  |  |  |
|  |                                                |  |  |  |  |  |  |  |  |  |  |  |  |  |  |  |
|  |                                                |  |  |  |  |  |  |  |  |  |  |  |  |  |  |  |
|  | 24. Jeque Shakbut bin Dhiyab Al Nahayan        |  |  |  |  |  |  |  |  |  |  |  |  |  |  |  |
|  |                                                |  |  |  |  |  |  |  |  |  |  |  |  |  |  |  |
|  |                                                |  |  |  |  |  |  |  |  |  |  |  |  |  |  |  |
|  | 12. Jeque Jalifa bin Shakbut Al Nahayan (= 16) |  |  |  |  |  |  |  |  |  |  |  |  |  |  |  |
|  |                                                |  |  |  |  |  |  |  |  |  |  |  |  |  |  |  |
|  |                                                |  |  |  |  |  |  |  |  |  |  |  |  |  |  |  |
|  | 6. Jeque Mohammed bin Khalifa Al Nahayan       |  |  |  |  |  |  |  |  |  |  |  |  |  |  |  |
|  |                                                |  |  |  |  |  |  |  |  |  |  |  |  |  |  |  |
|  |                                                |  |  |  |  |  |  |  |  |  |  |  |  |  |  |  |
|  | 3. Jequesa Hassa bint Mohammed Al Nahayan      |  |  |  |  |  |  |  |  |  |  |  |  |  |  |  |
|  |                                                |  |  |  |  |  |  |  |  |  |  |  |  |  |  |  |
|  |                                                |  |  |  |  |  |  |  |  |  |  |  |  |  |  |  |